# Municipio de Jefferson (condado de Fayette, Ohio)
El municipio de Jefferson (en inglés: Jefferson Township) es un municipio ubicado en el condado de Fayette en el estado estadounidense de Ohio. En el año 2010 tenía una población de 2636 habitantes y una densidad poblacional de 16,66 personas por km².

## Geografía
El municipio de Jefferson se encuentra ubicado en las coordenadas 39°39′25″N 83°34′31″O / 39.65694, -83.57528. Según la Oficina del Censo de los Estados Unidos, el municipio tiene una superficie total de 158.22 km², de la cual 158.03 km² corresponden a tierra firme y (0.12%) 0.19 km² es agua.

## Demografía
Según el censo de 2010, había 2636 personas residiendo en el municipio de Jefferson. La densidad de población era de 16,66 hab./km². De los 2636 habitantes, el municipio de Jefferson estaba compuesto por el 94.92% blancos, el 2.24% eran afroamericanos, el 0.15% eran amerindios, el 0.3% eran asiáticos, el 0.23% eran isleños del Pacífico, el 0.27% eran de otras razas y el 1.9% pertenecían a dos o más razas. Del total de la población el 1.14% eran hispanos o latinos de cualquier raza.